# Nude & Rude: The Best of Iggy Pop
Nude & Rude: The Best of Iggy Pop – druga składanka Iggy’ego Popa zawierające największe przeboje artysty.

## Lista utworów
1. I Wanna Be Your Dog
2. No Fun
3. Search & Destroy
4. Gimme Danger
5. I'm Sick of You
6. Funtime
7. Nightclubbing
8. China Girl
9. Lust for Life
10. The Passenger
11. Kill City
12. Real Wild Child
13. Cry for Love
14. Cold Metal
15. Candy
16. Home
17. Wild America